# Alicja Piechucka
Alicja Anna Piechucka (ur. 1977) – polska amerykanistka, anglistka i literaturoznawczyni, krytyczka literacka i filmowa, wykładowczyni Uniwersytetu Łódzkiego.

## Życiorys
Alicja Piechucka ukończyła IV Liceum Ogólnokształcące w Łodzi. W okresie szkolnym była stypendystką Krajowego Funduszu na rzecz Dzieci. W 2001 ukończyła studia anglistyczne na Uniwersytecie Łódzkim, uzyskując tytuł magistra na podstawie pracy The Influence of the French Symbolists on the Poetry of T.S. Eliot. Tamże w 2006 doktoryzowała się w zakresie literaturoznawstwa, broniąc napisaną pod kierunkiem Agnieszki Salskiej dysertację Ostatni symbolista: studium porównawcze T.S. Eliota i francuskich symbolistów. W 2020 otrzymała na UŁ stopień doktora habilitowanego nauk humanistycznych w dyscyplinie literaturoznawstwo w specjalności literaturoznawstwo amerykańskie, przedstawiwszy dzieło Twórczość poetycka Harta Crane'a w symbolistyczno-modernistycznym continuum. Podejście komparatystyczne i interdyscyplinarne.
W ramach zainteresowań naukowych zajmuje się takimi kwestiami jak: amerykańska poezja modernistyczna, proza amerykańska XX i XXI wieku, komparatystyka literacka, literatura francuska i pogranicze literatur amerykańskiej i francuskiej, krytyka literacka i filmowa.
Od 2005 związana zawodowo z Zakładem Literatury Amerykańskiej Instytutu Anglistyki Uniwersytetu Łódzkiego; początkowo jako asystentka, od 2006 jako adiunktka, a od 2020 jako profesorka uczelni. W latach 2006–2013 wykładała także w Katedrze Języka Angielskiego Społecznej Akademii Nauk w Łodzi. Prowadzi zajęcia z literatury amerykańskiej oraz kultury i historii Stanów Zjednoczonych.
Jako krytyczka literacka i filmowa publikuje m.in. w Nowych Książkach oraz w Kulturze Liberalnej.
Członkini Polskiego Towarzystwa Studiów Amerykanistycznych (PTSA). Zna angielski i francuski.